# Allium atrosanguineum
Allium atrosanguineum — вид рослин з родини амарилісових (Amaryllidaceae); поширений у помірній Азії й на півночі Індії та Пакистану.

## Опис
Цибулина поодинока або скупчена, циліндрична, діаметром 0.5–1 см; оболонка сірувато-коричнева. Листки циліндричні, коротші до майже рівних стеблині, 2–4 мм завширшки, серединні жилки виразні. Стеблина 7–60 см, циліндрична, вкрита листовими оболонками лише при основі. Зонтик кулястий, густо багато квітковий. Оцвітина рожева, жовта, мідного, латунного або пурпурового кольору, іноді з невеликими темними плямами; сегменти довгасто-зворотнояйцюваті, довгасті або довгасто-ланцетні, 7–16 × 3–4 мм, поля іноді дрібно зубчасті, внутрішні трохи коротші або рідко рівні зовнішнім. 2n = 16, 32.

## Поширення
Поширення: Афганістан, Пакистан, Джамму та Кашмір — Індія, Тибет, Ганьсу, Цінхай, Сичуань, Сіньцзян, Юньнань — Китай, Казахстан, Киргизстан, Монголія, Сибір — Росія, Таджикистан, Узбекистан.
Населяє луки, високогірні болота, береги річок та інші вологі місця на висотах від 2400 м до 5400 м